# Justicia palmeri
Justicia palmeri är en akantusväxtart som beskrevs av N. E. Rose., V.Isey och N. E. Rose. Justicia palmeri ingår i släktet Justicia och familjen akantusväxter. Inga underarter finns listade i Catalogue of Life.